# Volksbank Dresden-Bautzen
Die Volksbank Dresden-Bautzen eG ist eine Genossenschaftsbank mit Sitz in Dresden. Das Geschäftsgebiet umfasst die Stadt Dresden und den Landkreis Bautzen in Ostsachsen. 
Sie ist eine Universalbank und arbeitet in der Genossenschaftlichen Finanzgruppe Volksbanken Raiffeisenbanken mit verschiedenen Verbundunternehmen zusammen: DZ Bank, R+V Versicherung, Union Investment und die Bausparkasse Schwäbisch Hall.

## Geschichte

### Volksbank Bautzen

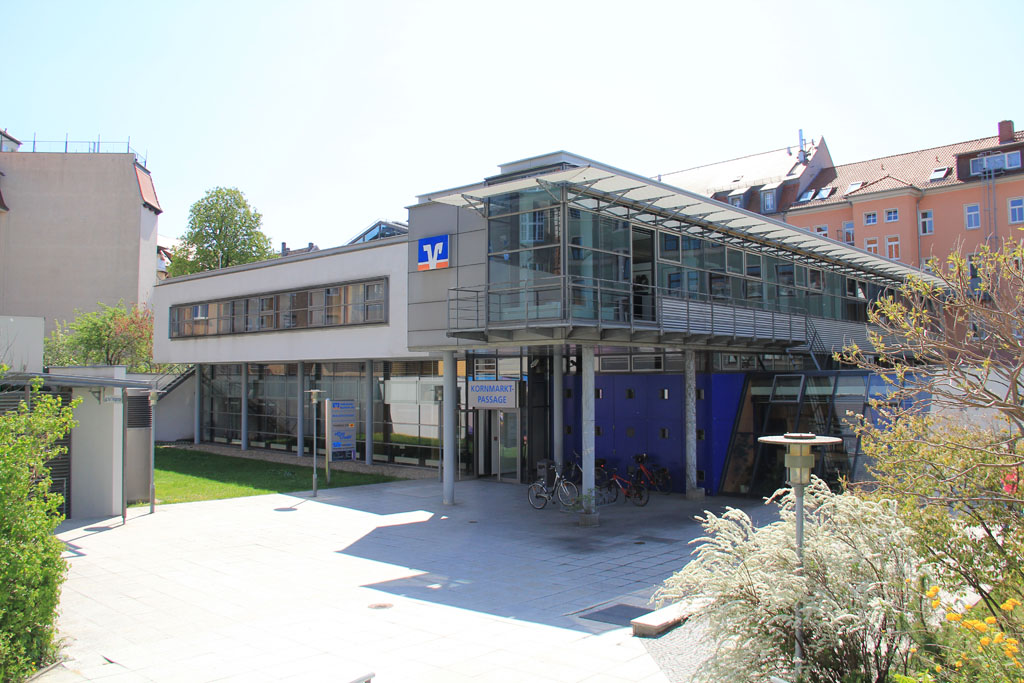
Hauptstelle Bautzen in der Goschwitzstraße, Bautzen

In einer sich seit 1919 abzeichnenden Inflation wurde am 15. Juni 1921 die Gewerbebank Bautzen e.G.m.b.H. gegründet. Erster Vorsitzender war der Buchbinder-Obermeister Oskar Klahre, der  am 15. August 1921 in den Lagerräumen der Buchbinderinnung in Bautzen, Vor dem Schülertor 21, die Bank eröffnete. 68 Jahre befanden sich die Räume nach einem weiteren Umzug auf der Goschwitzstraße 23, bis dann nach Erwerb des Gebäudes Goschwitzstraße 25 und dessen Um- und Anbau ab 1991 dieses modernisierte Domizil am 5. Oktober 1995 als neue Hauptstelle eröffnet wurde.
Die Inflation machte 1923 die Erhöhung eines Mitgliederanteils von 2.000 auf 200.000 Mark notwendig. Trotz aller wirtschaftlichen Probleme, überstand die Bank diese Krisenzeit.
Im 3. Reich war sie eine der wenigen, die den Namen „Gewerbebank Bautzen e.G.m.b.H.“ bis 1946 behielten. Alle Gewerbebanken mussten sich 1939 im Rahmen der „Gleichschaltung“ in Volksbanken umbenennen. 1947 wurde sie dann, wie alle ehemaligen Volksbanken in der Sowjetischen Besatzungszone, in „Bank für Handwerk und Gewerbe Bautzen e.G.m.b.H.“ umbenannt. Ebenfalls auf zentrale Anordnung hin erfolgte 1970 die Umbenennung in „Genossenschaftsbank für Handwerk und Gewerbe Bautzen“ und 1974 in „Genossenschaftskasse für Handwerk und Gewerbe der DDR Bautzen“. 1971 fusionierte die Genossenschaftsbank für Handwerk und Gewerbe Bautzen mit der Genossenschaftsbank für Handwerk und Gewerbe Sohland. Letztere wurde als Zweigstelle weitergeführt und konnte  gegen eine staatlich geforderte Übernahme durch die Kreissparkasse Bautzen 1982 erhalten werden.
Als im Jahre 1989 die politische Wende in der DDR eingeleitet wurde, war die Genossenschaftskasse für Handwerk und Gewerbe Bautzen  aktiv bei der Einführung der Marktwirtschaft und nahm am 10. März 1990 den Namen „Volksbank Bautzen eG“ an.
Es folgte 1992 die Fusion mit der Raiffeisenbank eG Bautzen, die aus den 1895 gegründeten „Darlehens-Sparkassen-Verein Malschwitz“ hervorgegangen war. Mit der aus ehemaligen bäuerlichen Handelsgenossenschaften entstandenen „Volks- und Raiffeisenbank Hoyerswerda eG“ erfolgte die Verschmelzung im Jahre 1998.
Nachdem aus den Raiffeisenbanken Bischofswerda und Kamenz sowie aus der Volksbank Großröhrsdorf eG die Volksbank Westlausitz eG entstanden war, erfolgte die Fusion mit dieser Bank am 3. Juni 2002. Zwischenzeitlich war ein Filialnetz entstanden, das von 6 Finanz-Centern in Bautzen, Bischofswerda, Sohland, Pulsnitz, Kamenz und Hoyerswerda betreut wird.

### Dresdner Volksbank Raiffeisenbank
Vorläufer der Dresdner Volksbank Raiffeisenbank war die im August 1905 in Dresden-Stetzsch gegründete erste Gärtner-Genossenschaftsbank Sachsens. Ab 1990 firmierte sie als Volksbank Dresden eG. Später führte sie den Namen Dresdner Volksbank Raiffeisenbank eG.
Im August 2017 fusionierte die Volksbank Bautzen eG mit der Dresdner Volksbank Raiffeisenbank eG zur Volksbank Dresden-Bautzen eG.